# Ceraclea dissimilis
Ceraclea dissimilis – gatunek owada z rzędu chruścików i rodziny Leptoceridae. Larwy prowadzą wodny tryb życia.
Występuje w prawie całej Europie (z wyjątkiem Półwyspu Iberyjskiego, zachodnich Bałkanów, Islandii), larwy spotykane w jeziorach, rzekach i strumieniach. Limneksen (lokalnie może nawet limnefil).
Demel (1923) wykazuje obecność tego gatunku w jeziorze Wigry, larwy zasiedlały mielizny rzadko zarośnięte (zachodzi jednakże możliwość pomylenia z Ceraclea annulicornis).
Dane z piśmiennictwa informują o spotykaniu larw w jeziorach północnej i północno-wschodniej Europy, głównie w jeziorach oligotroficznych. Imagines spotykane także nad jeziorami Holandii, Węgier i Włoch.